# Урочище Романського
Урочище «Романського» — ботанічний заказник місцевого значення в Україні.
Розташований у лісовому урочищі «Дача Романського» Гермаківського лісництва у кварталах 9 (виділи 11-14) та 14 (виділи 21, 23) поблизу с. Гермаківки Борщівського району Тернопільської області.
Площа — 12,4 га. Заказник створений 22 липня 1977 року рішенням виконавчого комітету Тернопільської обласної ради № 360.